# Deutsche Einband-Meisterschaft 1986/87

Veranstaltungsort: Landau in der Pfalz

Die Deutsche Einband-Meisterschaft 1986/87 ist eine Billard-Turnierserie und fand am 25. Oktober 1986 in Landau in der Pfalz zum 33. Mal statt.

## Geschichte
Zum vierten Mal nacheinander lautete das Finale bei einer DM im Einband Wolfgang Zenkner gegen Thomas Wildförster. Und zum vierten Mal hieß der Sieger Wolfgang Zenkner. Dieses Mal war es aber knapp. Im Halbfinale gegen Edgar Bettzieche stand es nach 33 Aufnahmen 150:150. Nach sechs Aufnahmen in der Verlängerung siegte Zenkner dann mit 15:14. Im Finale gab es dann einen 150:71-Sieg in elf Aufnahmen. Platz drei ging an den Berliner Christian Zöllner. Auch im kleinen Finale gab es eine Verlängerung. Wieder war der Leidtragende der Bochumer Edgar Bettzieche. Er verlor diesmal mir 12:15 in vier Aufnahmen.

## Modus
Gespielt wurde in den Qualifikationsgruppen bis 150 Punkte oder 30 Aufnahmen. In der Finalrunde bis 150 Punkte ohne Aufnehmenbegrenzung.
Die Endplatzierung ergab sich aus folgenden Kriterien:
1. Matchpunkte
2. Generaldurchschnitt (GD)
3. Bester Einzeldurchschnitt (BED)
4. Höchstserie (HS)

## Teilnehmer (nach Ausgangsklassement)
1. Wolfgang Zenkner (BSV München), Titelverteidiger
2. Thomas Wildförster (BSV Velbert)
3. Klaus Bosel (BC 1921 Elversberg)
4. Edgar Bettzieche (DBC Bochum)
5. Norbert Ohagen (Bfr. Altenessen-Süd)
6. Fabian Blondeel (DBC Bochum)
7. Klaus Müller (BC 1921 Elversberg)
8. Christian Zöllner (BC Berolina Berlin)

### Turnierverlauf
| # | Name                                       | MP  | GD   | BED  | HS |
| - | ------------------------------------------ | --- | ---- | ---- | -- |
| 1 | Klaus Bosel (BC 1921 Elversberg)           | 4:2 | 5,73 | 6,52 | 29 |
| 2 | Orhan Erogul (Billard Club Frankfurt 1912) | 4:2 | 4,55 | 6,25 | 25 |
| 3 | Klaus Müller (BC 1921 Elversberg)          | 2:4 | 4,82 | 5,76 | 29 |
| 4 | Dieter Steinberger (BC Kempten)            | 2:4 | 4,58 | 5,76 | 26 |

| MP    | Match Punkte (Sieger = 2; Unentschieden = 1; Verlierer = 0) |
| SV    | Satzverhältnis (nur bei Turnieren im Satzsystem)            |
| Pkte. | Erzielte Karambolagen                                       |
| Aufn. | benötigte Aufnahmen                                         |
| GD    | Generaldurchschnitt                                         |
| MGD   | Mannschafts-Generaldurchschnitt                             |
| BED   | Bester Einzeldurchschnitt eines Spielers                    |
| BEMD  | Bester Einzeldurchschnitt einer Mannschaft                  |
| BSD   | Bester Satzdurchschnitt eines Spielers                      |
| HS    | Höchstserie                                                 |
| WRP   | Weltranglistenpunkte                                        |

| # | Name                                     | MP  | GD    | BED   | HS |
| - | ---------------------------------------- | --- | ----- | ----- | -- |
| 1 | Thomas Wildförster (BSV Velbert)         | 6:0 | 15,00 | 21,42 | 84 |
| 2 | Norbert Ohagen (Bfr. Altenessen-Süd)     | 4:2 | 6,63  | 7,89  | 50 |
| 3 | Christian Rudolph (Düsseldorfer Bfr. 54) | 2:4 | 3,30  | 2,95  | 30 |
| 4 | Werner Hutmacher (Kölner BC 1908)        | 0:6 | 2,67  | –     | 15 |

| MP    | Match Punkte (Sieger = 2; Unentschieden = 1; Verlierer = 0) |
| SV    | Satzverhältnis (nur bei Turnieren im Satzsystem)            |
| Pkte. | Erzielte Karambolagen                                       |
| Aufn. | benötigte Aufnahmen                                         |
| GD    | Generaldurchschnitt                                         |
| MGD   | Mannschafts-Generaldurchschnitt                             |
| BED   | Bester Einzeldurchschnitt eines Spielers                    |
| BEMD  | Bester Einzeldurchschnitt einer Mannschaft                  |
| BSD   | Bester Satzdurchschnitt eines Spielers                      |
| HS    | Höchstserie                                                 |
| WRP   | Weltranglistenpunkte                                        |

| # | Name                                   | MP  | GD   | BED  | HS |
| - | -------------------------------------- | --- | ---- | ---- | -- |
| 1 | Edgar Bettzieche (DBC Bochum)          | 6:0 | 4,92 | 5,35 | 24 |
| 2 | Fabian Blondeel (DBC Bochum)           | 4:2 | 5,97 | 8,33 | 36 |
| 3 | Christian Zöllner (BC Berolina Berlin) | 2:4 | 4,71 | 6,52 | 29 |
| 4 | Axel Höpken (BC Bremen 1963)           | 0:6 | 3,61 | –    | 17 |

| MP    | Match Punkte (Sieger = 2; Unentschieden = 1; Verlierer = 0) |
| SV    | Satzverhältnis (nur bei Turnieren im Satzsystem)            |
| Pkte. | Erzielte Karambolagen                                       |
| Aufn. | benötigte Aufnahmen                                         |
| GD    | Generaldurchschnitt                                         |
| MGD   | Mannschafts-Generaldurchschnitt                             |
| BED   | Bester Einzeldurchschnitt eines Spielers                    |
| BEMD  | Bester Einzeldurchschnitt einer Mannschaft                  |
| BSD   | Bester Satzdurchschnitt eines Spielers                      |
| HS    | Höchstserie                                                 |
| WRP   | Weltranglistenpunkte                                        |

### Finalrunde
| Viertelfinale      |     |         |    |       |       |    |
| Wolfgang Zenkner   | 2:0 | 150     | 11 | 13,63 | 13,63 | 62 |
| Norbert Ohagen     | 0:2 | 53      | 11 | 4,81  | –     | 22 |
| Edgar Bettzieche   | 2:0 | 150     | 27 | 5,55  | 5,55  | 24 |
| Fabian Blondeel    | 0:2 | 144     | 27 | 5,33  | –     | 29 |
| Klaus Bosel        | 0:2 | 148     | 30 | 4,93  | –     | 22 |
| Christian Zöllner  | 2:0 | 150     | 30 | 5,00  | 5,00  | 23 |
| Thomas Wildförster | 2:0 | 150     | 17 | 8,82  | 8,82  | 23 |
| Klaus Müller       | 0:2 | 115     | 17 | 6,76  | –     | 32 |
| Halbfinale         |     |         |    |       |       |    |
| Wolfgang Zenkner   | 2:0 | 150(15) | 33 | 4,54  | 4,54  | 24 |
| Edgar Bettzieche   | 0:2 | 150(14) | 33 | 4,54  | –     | 15 |
| Christian Zöllner  | 0:2 | 42      | 10 | 4,20  | –     | 24 |
| Thomas Wildförster | 2:0 | 150     | 10 | 15,00 | 15,00 | 59 |
| Spiel um Platz 3   |     |         |    |       |       |    |
| Edgar Bettzieche   | 0:2 | 150(12) | 34 | 4,41  | –     | 21 |
| Christian Zöllner  | 2:0 | 150(15) | 34 | 4,41  | 4,41  | 22 |
| Finale             |     |         |    |       |       |    |
| Wolfgang Zenkner   | 2:0 | 150     | 11 | 13,63 | 13,63 | 50 |
| Thomas Wildförster | 0:2 | 71      | 11 | 6,45  | –     | 33 |

### Abschlusstabelle
| MP    | Match Punkte (Sieger = 2; Unentschieden = 1; Verlierer = 0) |
| SV    | Satzverhältnis (nur bei Turnieren im Satzsystem)            |
| Pkte. | Erzielte Karambolagen                                       |
| Aufn. | benötigte Aufnahmen                                         |
| GD    | Generaldurchschnitt                                         |
| MGD   | Mannschafts-Generaldurchschnitt                             |
| BED   | Bester Einzeldurchschnitt eines Spielers                    |
| BEMD  | Bester Einzeldurchschnitt einer Mannschaft                  |
| BSD   | Bester Satzdurchschnitt eines Spielers                      |
| HS    | Höchstserie                                                 |
| WRP   | Weltranglistenpunkte                                        |

| Klassement                | Klassement         | Klassement | Klassement | Klassement | Klassement | Klassement | Klassement | Klassement | Klassement |
| Platz                     | Name               | MP         | Pkte.      | Aufn.      | GD         | BED        | HS         |            |            |
| ------------------------- | ------------------ | ---------- | ---------- | ---------- | ---------- | ---------- | ---------- | ---------- | ---------- |
| 1                         | Wolfgang Zenkner   | 6:0        | 450        | 55         | 8,18       | 13,63      | 62         |            |            |
| 2                         | Thomas Wildförster | 4:2        | 371        | 38         | 9,76       | 15,00      | 59         |            |            |
| 3                         | Christian Zöllner  | 4:2        | 342        | 74         | 4,62       | 5,00       | 24         |            |            |
| 4                         | Edgar Bettzieche   | 2:4        | 450        | 94         | 4,78       | 5,55       | 24         |            |            |
| 5                         | Klaus Müller       | 0:2        | 115        | 17         | 6,76       | –          | 32         |            |            |
| 6                         | Fabian Blondeel    | 0:2        | 144        | 27         | 5,33       | –          | 29         |            |            |
| 7                         | Klaus Bosel        | 0:2        | 148        | 30         | 4,93       | –          | 22         |            |            |
| 8                         | Norbert Ohagen     | 0:2        | 53         | 11         | 4,81       | –          | 22         |            |            |
| Turnierdurchschnitt: 5,99 |                    |            |            |            |            |            |            |            |            |